# Пологи-Вергуни
Пологи-Вергуни (в минулому — Вергуни, Середні Пологи) — село в Україні, в Ташанській сільській громаді Бориспільського району Київської області.
Розташоване за 25 кілометрів від міста Переяслав.

## В складі Ташанської сільської громади
Полого-Вергунівська сільська рада увійшла до Ташанської сільської громади 25 жовтня 2020 року.
У 2022 році Полого-Вергунівський ЗЗСО було перетворено на ліцей. Полого-Вергунівський ліцей було збільшено за рахунок 33 учнів колишнього Улянівського НВО, та 5 учнів з с. Помоклі, 12 учнів з Ташанського ЗЗСО (10-11 клас). наразі у ліцеї 144 учнів. До ліцею двома шкільними автобусами підвозять з с. Помоклі, Виповзки, Воскресенське, Шевченкове, Ташань, Горбані, Чопилки, Верхні Вергуни, Улянівка, Тарасівка.
Також за рахунок ФГ "Волошка" та "Колосок" було капітально відремонтовано приміщення дитячого садка у с. Пологи-Вергуни. В центрі розміщено Амбулаторія-ФАП, відділення Укрпошти та Нової Пошти, старостат, у селі діє 5 крамниць, два великих господарства ФГ "Волошка", "Колосок".
Село є найбільшим у громаді за населенням.
У селі знаходиться поліцейська станція офіцера громади.
В 2022 році встановлено камери відеоспостереження.
В 2023 році проведено поточний ремонт вулиць Боберська, Підгірна, Черкаська та провулку Кам'янський. Придбано новий шкільний автобус для ліцею, замінено дах медпункту.

## Історія

Пам'ятник воїнам-односельцям, які загинули в роки Другої світової війни, село Пологи-Вергуни, біля будинку культури

Перша письмова згадка про хутір Пологи — 1622 року.
З 1779 руку мали церкву св. Василя Великого

Є на мапі 1826-1840 років

Братська могила солдат Червоної Армії, які загинули в роки Другої світової війни, село Пологи-Вергуни, біля сільмагу

За даними на 1859 рік у власницькому та казенному селі Переяславського повіту Полтавської губернії, мешкало 1779 пологовців (881 чоловічої статі та 898 — жіночої), налічувалось 328 дворових господарств, існувала православна церква.
Станом на 1885 рік у колишньому державному та власницькому селі Ташанської волості мешкало 2456 осіб, налічувалось 438 дворових господарств, існували православна церква, школа, постоялий будинок, 2 лавки та 48 вітряних млинів.
За переписом 1897 року кількість мешканців зросла до 2693 осіб (1362 чоловічої статі та 1331 — жіночої), з яких 2684 — православної віри.
1910 - село Ташанської волості Переяславського повіту Полтавської губернії, 532 господарства, 2917 осіб обох статей з найманими робітниками.
Від 1917 року — у складі УНР та Української держави.
Від 1920 року окуповане Радянською Росією, встановлено комуністичний режим.
В селі Пологи-Вергуни до голодомору було 900 дворів та проживало 3599 осіб (1926 р.). В 1928 році була створена комуна «1 Травня», організатором якої був Глоба П. Я. 
Згодом виникли колгоспи ім. Кірова та ім. Леніна.
Під час примусової колективізації і штучного Голодомору померло — 900 осіб, з них поіменно встановлено — 548 .

## Відомі особистості
В поселенні народилась:
- Павлик Наталія Миколаївна (1964) — українська поетеса.
- Глоба Василь Андріанович (1949-2019) — український радянський діяч, дояр, оператор машинного доїння колгоспу імені Кірова Переяслав-Хмельницького району Київської області. Депутат Верховної Ради СРСР 9—11-го скликань.